# Atheris mabuensis
Espèce
Atheris mabuensis est une espèce de serpents de la famille des Viperidae. 

## Répartition
Cette espèce est endémique du Nord du Mozambique.

## Étymologie
Son nom d'espèce, composé de mabu et du suffixe latin -ensis, « qui vit dans, qui habite », lui a été donné en référence au mont Mabu.

## Publication originale
- Branch & Bayliss, 2009 : A new species of Atheris (Serpentes: Viperidae) from northern Mozambique. Zootaxa, no 2113, p. 41-54 (introduction).